# Tippecanoe County
Tippecanoe County ist ein County im Bundesstaat Indiana der Vereinigten Staaten. Der Verwaltungssitz (County Seat) ist Lafayette. 
Das County ist vor allem für die Purdue University, die Schlacht von Tippecanoe im Jahr 1811 und das Tippecanoe County Courthouse, ein 1881 erbautes Gebäude, das in das National Register of Historic Places aufgenommen wurde, bekannt.

## Geographie
Das County liegt im mittleren Nordwesten von Indiana, ist im Westen etwa 60 km von Illinois entfernt und hat eine Fläche von 1303 Quadratkilometern, wovon acht Quadratkilometer Wasserfläche sind. Es grenzt im Uhrzeigersinn an folgende Countys: White County, Carroll County, Clinton County, Montgomery County, Fountain County, Warren County und Benton County.

## Geschichte
Tippecanoe County wurde am 20. Januar 1826 aus Teilen des Parke County und freiem Territorium gebildet. Benannt wurde es nach der Schlacht bei Tippecanoe, die 1811 stattfand.
Im Tippecanoe County liegt eine National Historic Landmark, das Tippecanoe Battlefield. Insgesamt sind 44 Bauwerke und Stätten des Countys im National Register of Historic Places eingetragen (Stand 4. September 2017).

## Demografische Daten

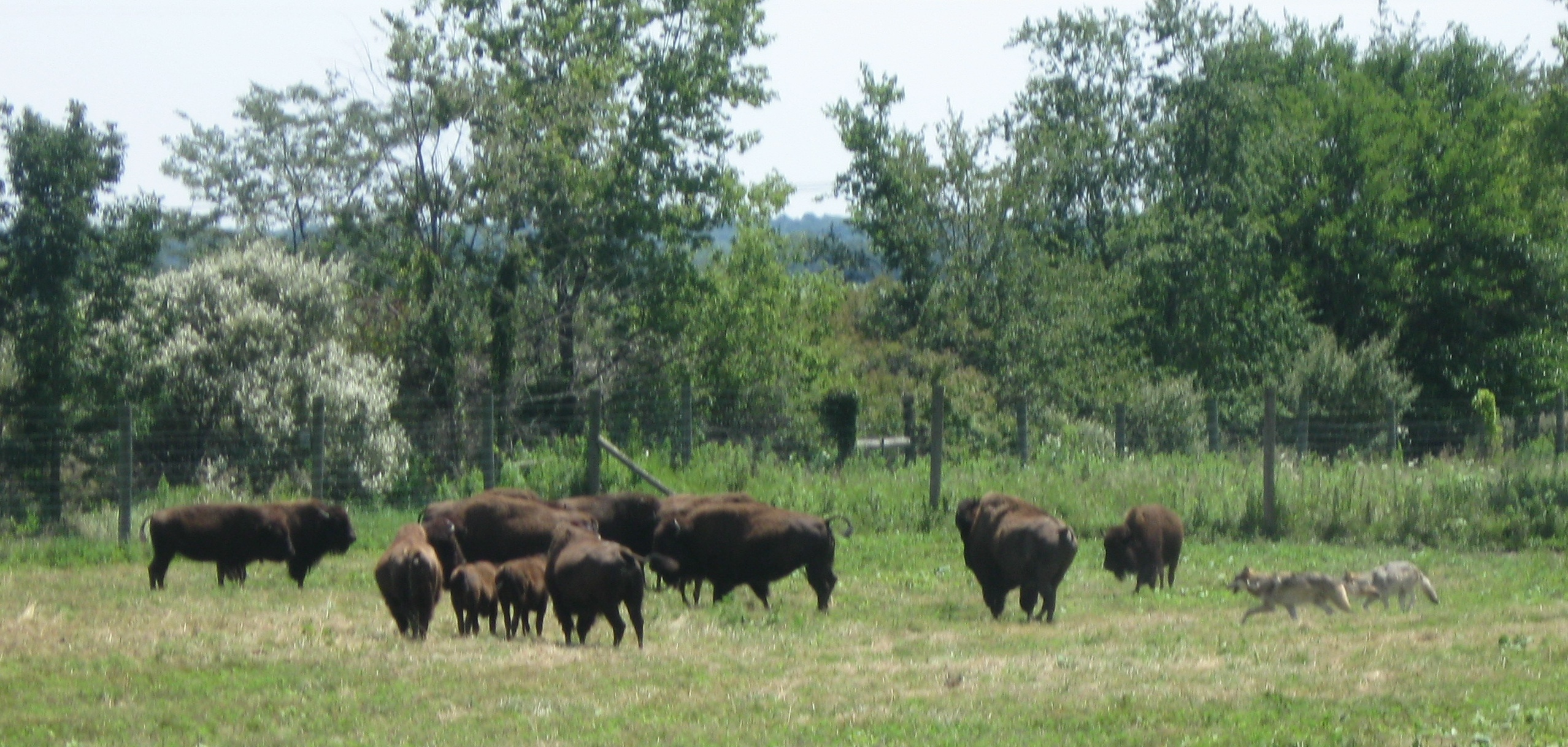
Kleine Bisonherde im Wolf Park

Nach der Volkszählung im Jahr 2000 lebten im Tippecanoe County 148.955 Menschen in 55.226 Haushalten und 32.417 Familien. Die Bevölkerungsdichte betrug 115 Einwohner pro Quadratkilometer. Ethnisch betrachtet setzte sich die Bevölkerung zusammen aus 88,86 Prozent Weißen, 2,52 Prozent Afroamerikanern, 0,28 Prozent amerikanischen Ureinwohnern, 4,46 Prozent Asiaten, 0,03 Prozent Bewohnern aus dem pazifischen Inselraum und 2,48 Prozent aus anderen ethnischen Gruppen; 1,37 Prozent stammten von zwei oder mehr Ethnien ab. 5,26 Prozent der Bevölkerung waren spanischer oder lateinamerikanischer Abstammung.
Von den 55.226 Haushalten hatten 28,5 Prozent Kinder unter 18 Jahre, die mit ihnen im Haushalt lebten. 46,9 Prozent waren verheiratete, zusammenlebende Paare, 8,3 Prozent waren allein erziehende Mütter und 41,3 Prozent waren keine Familien. 28,0 Prozent waren Singlehaushalte und in 7,4 Prozent lebten Menschen mit 65 Jahren oder darüber. Die Durchschnittshaushaltsgröße betrug 2,42 und die durchschnittliche Familiengröße lag bei 3,01 Personen.
20,9 Prozent der Bevölkerung waren unter 18 Jahre alt, 25,4 Prozent zwischen 18 und 24, 27,1 Prozent zwischen 25 und 44 Jahre. 17,4 Prozent zwischen 45 und 64 und 9,1 Prozent waren 65 Jahre alt oder älter. Das Durchschnittsalter betrug 27 Jahre. Auf 100 weibliche Personen kamen 105,4 männliche Personen. Auf 100 Frauen im Alter von 18 Jahren und darüber kamen 105,1 Männer.
Das jährliche Durchschnittseinkommen eines Haushalts betrug 38.652 USD, das Durchschnittseinkommen der Familien 51.791 USD. Männer hatten ein Durchschnittseinkommen von 37.606 USD, Frauen 25.142 USD. Das Prokopfeinkommen betrug 19.375 USD. 7,3 Prozent der Familien und 15,4 Prozent der Bevölkerung lebten unterhalb der Armutsgrenze.

## Orte im County
- Americus
- Ash Grove
- Bar-Barry Heights
- Battle Ground
- Buck Creek
- Cairo
- Clarks Hill
- Colburn
- Concord
- Crumb Corner
- Dayton
- Delp
- Eastwitch
- Elston
- Gladens Corner
- Glenhall
- Green Meadows
- Happy Hollow Heights
- Heath
- Indian Village
- Klondike
- Lafayette
- McQuinn Estates
- Monitor
- Monroe
- Montmorenci
- Norma Jean Addition
- North Crane
- Octagon
- Odell
- Old Halfway
- Otterbein
- Pettit
- Ravinamy
- Romney
- Shadeland
- South Raub
- Stockwell
- Taylor
- Tecumseh
- Wabash Shores
- West Lafayette
- Westpoint
- Wyandot

Townships
- Fairfield Township
- Jackson Township
- Lauramie Township
- Perry Township
- Randolph Township
- Sheffield Township
- Shelby Township
- Tippecanoe Township
- Union Township
- Wabash Township
- Washington Township
- Wayne Township
- Wea Township